# Palaçoulo
Palaçoulo (mirandesisch: Palaçuolo) ist ein Ort und eine Gemeinde im Nordosten Portugals. Palaçoulo gehört zu den Dörfern, in denen die einzige Regionalsprache Portugals gesprochen wird, das Mirandesisch.

## Geografie und Verkehr
Palaçoulo liegt 18 km südwestlich der Kreisstadt Miranda do Douro. Zur Gemeinde gehört das zwei Kilometer südöstlich von Palaçoulo gelegene Dorf Prado Gatão. Durch das südliche Gemeindegebiet führt die portugiesische Fernverkehrsstraße IC5 (Vila do Conde – Miranda do Douro).

## Geschichte
Archäologische Funde belegen Spuren menschlicher Besiedlung bis zurück in die Jungsteinzeit, darunter Felsmalereien. Aus keltischer Zeit stammen die Funde der mutmaßlichen, einfachen Befestigungsanlagen einer Wallburg (port.: Castro). Aus der Zeit der römischen Besatzung wurden hier ebenfalls Spuren verschiedener Wohnanlagen gefunden, und auch der Name der Gemeinde geht auf diese Zeit zurück. So hat sich aus dem lateinischen Namen Palatiolum (Verkleinerungsform von Palast), über das mittelalterliche Palaciolo der mirandesische Name Palaçuolo entwickelt, dem im Portugiesischen der Name Palaçoulo entspricht.
1757 wurde die Freguesia Prado Gatão aufgelöst und kam zu Palaçoulo. Das ursprünglich zur Gemeinde gehörende Dorf Águas Vivas wurde mit Wirkung vom 3. Juli 2001 zur eigenen Gemeinde erhoben.

## Kultur, Sport und Sehenswürdigkeiten
Der gemeinnützige Kultur- und Sportverein Caramonico – Associação Cultural para o Desenvolvimento Integrado de Palaçoulo (dt.: Kulturverein zur integrierten Entwicklung von Palaçoulo) ist in drei Bereichen organisiert. Der erste widmet sich der Jagd und der Fischerei, der zweite dem Sport (insbesondere Fußball und Radsport) und der dritte dem Volkstanz. Hier ist besonders die Stocktanz-Gruppe Grupo de Pauliteiros zu nennen, die landesweit und auch international auftritt.
Neben der dem Ortsheiligen Michael geweihten Hauptkirche (Igreja Matriz) von Palaçoulo und verschiedenen Kapellen im Gemeindegebiet (Igreja de Prado Gatão, Capela de Nossa Senhora da Ascensão, Capela de Santo Cristo, Capela de São Roque, Capela de São Sebastião), sind die archäologischen Ausgrabungsstätten zu besichtigen, insbesondere die römischen am Toural, die vermutlich keltischen Befestigungsüberreste (Penha de Castro) und vorgeschichtliche Felsmalereien.
Die Casa Grande ist das größte Herrenhaus des Kreises. Das Centro de artesanato zeigt traditionelles Kunsthandwerk und halbindustrielle lokale Produkte, während das in privater Initiative betriebene Museu Rural seinen Schwerpunkt auf das landwirtschaftliche Leben setzt.

## Verwaltung
Palaçoulo ist Sitz einer gleichnamigen Gemeinde (Freguesia) im Kreis (8Concelho) von Miranda do Douro im Distrikt Bragança. In ihr leben 566 Einwohner auf einer Fläche von 42 km² (Stand 19. April 2021).
Zwei Ortschaften liegen im Gemeindegebiet:
- Palaçoulo
- Prado Gatão

## Wirtschaft
Die Landwirtschaft ist weiterhin ein bedeutender Faktor, insbesondere der Getreideanbau (Weizen, Hafer, Gerste, Roggen, Lupinen u. a.). Bedeutendster Arbeitgeber ist das produzierende Gewerbe mit verschiedenen, überwiegend kleineren Industriebetrieben, die Fässer, Baumaterial, und die überregional bekannten Messer und Bestecke aus Palaçoulo herstellen. Auch Handwerksbetriebe, wie Schreinereien und Bäckereien, und Kunsthandwerksbetriebe sind bedeutende Arbeitgeber. Dazu bieten die Einrichtungen der Altenpflege, der Gesundheitsstation, des Kindergartens und der zwei Grundschulen in der Gemeinde Beschäftigung.